# Wrangell (Alasca)
Wrangell é uma cidade e distrito localizada no estado americano do Alasca. Wrangel fazia parte da antiga Região Censitária de Wrangell-Petersburg até a sua incorporação como cidade-distrito em 1º de Junho de 2008.

## Demografia
Segundo o censo americano de 2000, a sua população era de 2308 habitantes.
Em 2006, foi estimada uma população de 2061, um decréscimo de 247 (-10.7%).

## Geografia
De acordo com o United States Census Bureau, a localidade tem uma área de 183,5 km², dos quais 117,3 km² cobertos por terra e 66,2 km² cobertos por água.

## Localidades na vizinhança
O diagrama seguinte representa as localidades num raio de 64 km ao redor de Wrangell.